# Lauroil sarcosinato de sodio
El lauroil sarcosinato de sodio, también conocido como sarkosyl, es un tensioactivo aniónico derivado de la sarcosina que se utiliza como agente espumante y limpiador en champú, espuma de afeitar, pasta de dientes y productos de lavado con espuma.
Este tensoactivo es anfifílico debido a la cadena hidrofóbica de 12 carbonos (lauroil) y al carboxilato hidrófilo. Dado que el átomo de nitrógeno está en un enlace amida, el nitrógeno no tiene pH activo y está cargado neutralmente en todas las soluciones acuosas, independientemente del pH. El carboxilato tiene un pKa de aproximadamente 3,6 y, por lo tanto, está cargado negativamente en soluciones de pH superiores a aproximadamente 5,5. 
Pueden prepararse vesículas sensibles al pH (en inglés: pH-sensitive vesicles) usando este tensioactivo con otros anfifílicos catiónicos o insolubles en agua como el 1-decanol.
La adición de una mezcla de partes iguales de lauroil sarcosinato de sodio y el tensioactivo no iónico monolaurato de sorbitano (S20) al agua forma agregados similares a micelas, aunque ninguno de los tensioactivos formaba micelas cuando estaba presente solo. Tales agregados pueden ayudar a transportar otras moléculas pequeñas, como medicamentos, a través de la piel.

## En la cultura
El lauroil sarcosinato de sodio se vendió como el ingrediente especial "Gardol" en una pasta de dientes de Colgate, durante la década de 1950 hasta mediados de la década de 1960 en los Estados Unidos y mediados de la década de 1970 en Francia. Su uso actual como dentífrico preventivo se encuentra en la pasta de dientes con bicarbonato de sodio de Arm & Hammer, un producto de Church & Dwight. 